# George Fairbairn
George Eric Fairbairn (* 18. August 1888 in Melbourne, Victoria; † 20. Juni 1915 in Bailleul, Frankreich) war ein britischer Ruderer.

## Karriere
Fairbairn wurde 1888 in Melbourne geboren und wuchs dort zunächst auf. Später wanderte er mit seiner Familie nach London aus, wo er das Eton College und anschließend das Jesus College besuchte.
Im April 1908 nahm er für das Team der Universität Cambridge am Boat Race teil und gewann das Rennen gegen Oxford. Im weiteren Verlauf des Jahres siegte er im Senior Sculls Challenge Cup der Marlow Regatta. Im Juli 1908 startete er bei den Olympischen Spielen in London im Zweier ohne Steuermann an der Seite von Philip Verdon und gewann die Silbermedaille. 1911 trat er erneut beim Boat Race für Cambridge an – diesmal war jedoch die Mannschaft aus Oxford siegreich.
Neben dem Rudersport spielte er Rugby für Rosslyn Park RUFC. Einen Tag nach Ausbruch des Ersten Weltkriegs meldete er sich freiwillig zur British Army und wurde als Second Lieutenant dem 10. Bataillon der Durham Light Infantry zugeteilt. Im Mai 1915 wurde er nach Frankreich entsandt und einen Monat später an der Front durch einen Granatsplitter schwer verletzt. Noch am selben Tag erlag er seinen Verletzungen.
Sein Cousin Ian Fairbairn war ebenfalls erfolgreicher Ruderer und gehörte zum britischen Achter, der bei den Olympischen Spielen 1924 antrat.